# لی هه‌ری
لی هه-ری (به انگلیسی: Lee Hye-ri) (زاده ۹ ژوئن ۱۹۹۴) خواننده و بازیگر اهل کره جنوبی است. او عضو گروه گرلز دی است.

## فیلم شناسی

### فیلم سینمایی
| سال  | عنوان                | کاراکتر |
| ---- | -------------------- | ------- |
| ۲۰۱۸ | Monstrum             | میونگ   |
| ۲۰۱۹ | My Punch-Drunk Boxer | مین جی  |

### مجموعه تلویزیونی
| سال       | عنوان                      | کاراکتر       | شبکه     |
| --------- | -------------------------- | ------------- | -------- |
| ۲۰۱۲      | زندگی خوشمزه               | جانگ می هیون  | اس‌بی‌اس   |
| ۲۰۱۴–۲۰۱۵ | کارآگاهان دبیرستان دخترانه | لی یه هی      | جی‌تی‌بی‌سی |
| ۲۰۱۵      | هاید، جکیل و من            | مین وو جونگ   | اس‌بی‌اس   |
| ۲۰۱۵–۲۰۱۶ | پاسخ به ۱۹۸۸               | دوک سون       | تی‌وی‌ان   |
| ۲۰۱۶      | هنرمندان                   | جونگ گو رین   | اس‌بی‌اس   |
| ۲۰۱۷–۲۰۱۸ | دو پلیس                    | سونگ جی آن    | ام‌بی‌سی   |
| ۲۰۱۹      | خانم لی                    | لی سون شیم    | تی‌وی‌ان   |
| ۲۰۲۰      | ثبت جوانی                  | بازیگر میهمان | تی‌وی‌ان   |
| ۲۰۲۱      | هم‌اتاقی من یک گومیهو است   | لی دام        | تی‌وی‌ان   |
| ۲۰۲۱–۲۰۲۲ | مون‌شاین                    | کانگ رو سو    | کی‌بی‌اس۲  |
| ۲۰۲۲      | می‌تونم کمکتون کنم؟         | باک دونگ جو   | ام‌بی‌سی   |